# Trigonella berythea
Trigonella berythea är en ärtväxtart som beskrevs av Pierre Edmond Boissier och Emanuel Blanche. Trigonella berythea ingår i släktet trigonellor, och familjen ärtväxter. Inga underarter finns listade i Catalogue of Life.